# Озови
Озови су рељефни облици глацијалне акумулације. Представљају издужене, таласасте бедеме од слојевитог шљунка и песка дужине више километара у правцу кретања ледника. 
При кретању ледника долази до пуцања ледене масе због чега се у њему и на његовој површини стварају бројне пукотине. Кроз ове пукотине понире сочница (вода од отопљеног леда) и доспева испод ледника где отиче по дну његове долине у виду подледничког потока. Ови потоци носе знатне количине моренског материјала. Када се леднички језик отопи у рељефу остају дугачке, наносне гредице озова, дуж корита некадашњих ледничких потока. Дакле, озови представљају наслаге подледничких потока. 
Овај облик рељефа је толико бројан у Карелији да је рељеф представљен мрежом гредица. Чест је и у Мурманској и Архангелској области.